# Lulu Wang (escritora)
Lulu Wang (en chino, 王露露; pinyin, Wáng Lùlù: 王露露; pinyin: Wáng Lùlù; Pekín, 22 de diciembre de 1960) es una escritora de origen chino que reside en los Países Bajos desde 1986. Es una novelista de las que venden mejor y también es una columnista del Shijie Bolan .

## Primeros años
Lulu Wang nació en diciembre de 1960 en Pekín, China. Su madre era una profesora de literatura. En la Universidad de Pekín, Wang estudió diversas materias incluyendo literatura y lengua inglesas. Después de graduarse,  enseñó en la universidad antes de trasladarse a los Países Bajos en 1986, a la edad de 26;  allí  se dedicó a la enseñanza del idioma chino en la Universidad Zuyd de Ciencias Aplicadas de Maastricht.

## Carrera
En 1997,  publicó su primera novela semi-autobriográfica, Het Lelietheater, que está sembrada de proverbios en chino y rimas traducidas al neerlandés. La novela se vendió por encima de las 800,000 copias en los Païses Bajos y ganó el Gouden Ezelsoor en 1998 por el éxito de ventas en su debut literario; al año siguiente,  ganó el Premio Internacional Nonino en el Festival de Pascua de Salzburgo. En 1997,  se observó que era la autora más vendida en idioma neerlandés. La novela ha sido traducida a varios idiomas, incluyendo el inglés.
Su novela Wilde Rozen del año 2010, igual que la anterio,r es un libro basado en su vida en China, esta vez el personaje principal tiene doce años de edad: «Qiangwei», quién crece durante la Revolución Cultural. Wang lo nombró como su libro más personal. En 2012, publicó Nederland, wo ai ni, una aplicación de libro que contiene animaciones, música, y un foro de discusión, disponible como Libro electrónico; también está publicado en una versión impresa. Una segunda aplicación de libro fue publicada en el 2013, Zomervolliefde, una edición bilingüe en neerlandés/chino que incluye poemas, ilustraciones, una canción, y un cortometraje.
Además de ser una autora de las que mejor vende, Wang trabaja como columnista para las revistas de lengua china internacionales World Vision (chino: 世界博览, pinyin: Shìjiè Bólǎn) y World Affairs (chino: 世界知识, pinyin: Shìjiè Zhīshì).

## Premios
- Gouden Ezelsoor (1998)[4]
- Premio Internacional Nonino  (1999) en el Salzburg Easter Festival[13][5]

## Selección de obras
- (1997) Het lelietheater
- (1998) Brief aan mijn lezers
- (1999) Het tedere kind
- (2001) Het Witte Feest
- (2001) Seringendroom
- (2002) Het Rode Feest
- (2004) Bedwelmd
- (2007) Heldere Maan
- (2010) Wilde rozen
- (2010) Lotusvingers
- (2012) Nederland, wo ai ni
- (2013) Zomervolliefde
- (2014) Adam en Eva in China
- (2014) Posthumous
- (2015) Levenlangverliefd